# اليوم العالمي للتنوع الثقافي من أجل الحوار والتنمية
اليوم العالمي للتنوع الثقافي من أجل الحوار والتنمية هو احتفالية دولية أقرّتها الأمم المتحدة للترويج لقضايا التنويع الثقافي، ويحتفى به في 21 مايو. أعلنت الجمعية العامة للأمم المتحدة هذه المناسبة في الإعلان العالمي للتنوع الثقافي في نوفمبر 2001. وقد أُعلِن بموجب قرار الأمم المتحدة 57/249.

رمز ثقافة السلام

يوم التنوع، والمعروف رسمياً باسم "اليوم العالمي للتنوع الثقافي لأجل الحوار والتنمية"، هو فرصة لمساعدة المجتمعات على فهم قيمة التنوع الثقافي وكيفية التعايش السلمي. أنشئ هذا اليوم بسبب تدمير بوذا باميان في أفغانستان عام 2001.